# 木村拓也 (アナウンサー)
木村 拓也（きむら たくや、1990年8月1日 − ）は、フジテレビのアナウンサー。

## 来歴・人物
茨城県古河市出身で、幼稚園から中学卒業まで秋田県で育つ。
茨城県立境高等学校、法政大学法学部政治学科卒業後、2013年4月にフジテレビ入社。
最初高校卒業後は就職するつもりでいたが、高校3年の時にアナウンサーになることを決意して大学進学に方向転換。法政大学自主マスコミ講座24期（アナウンサーコース）受講生で、「2012年法政大学入学式」や「第131回法政大学学位授与式」では司会を務めた。
大学時代の2010年3月から、浅草の「時代屋」で人力車の車夫をしており、2年間を通じて延べ1000人以上の客にガイドを行った。30年以上続く浅草一の老舗で月間売上1位を記録したほか、延長率1位、史上最年少MVP、1日の売り上げも歴代4位（30年中）を記録した。
2011年に行われた優れた才能を発揮した学生を対象に、その実績を称え表彰するコンテスト「大学生OF THE YEAR 2011」のエンターテイメント部門にノミネートした。
大学3年次には、2011年6月から法政大学キャンパス内の自動販売機で販売しているミネラルウォーター「法政水」の売り上げの一部を「法政大学東日本地震義援金（被災された方への支援）」および「東日本大震災被災学生支援募金（本学の被災学生支援）」へ寄付できるよう発案した企画リーダーを務めた。
所持資格は、漢字検定2級・歴史能力検定2級・温泉観光士・温シェルジェ。
2015年5月4日、『めざましテレビ』の番組内で、6月に一般女性と結婚することを明らかにし、6月28日に結婚した。
2021年9月24日、前年末に離婚していたことが報道された。
2024年9月21日、地元茨城県警察の一日署長に就任。交通安全イベントに参加した後、署に戻る際に逆走車に遭遇。同乗していた警察官が誘導しようと逆走車に近付いたところ、突然逆走車の運転席から男が飛び出し逃走。すぐに警察官があとを追い、警察官3人によって外国人とみられる男が身柄を確保される事態に遭遇した。

## 名前
子供の頃は、SMAPの木村拓哉や同姓同名のプロ野球選手木村拓也と比較されるのが嫌で、母親に「改名させてほしい」と土下座して頼んだこともあったというが、人力車の車夫のアルバイトの時には客にすぐに名前を覚えてもらえて役に立ったという。

## 出演番組
レギュラー出演番組・キャスター名（地上波）
| 期間                                                                      | 期間   | 月曜日                                                                           | 火・水曜日                                       | 木曜日                                           | 金曜日                                           | 土曜日                                                  | 日曜日                     |
| ------------------------------------------------------------------------- | ------ | -------------------------------------------------------------------------------- | ------------------------------------------------ | ------------------------------------------------ | ------------------------------------------------ | ------------------------------------------------------- | -------------------------- |
| 2013.10                                                                   | 2014.3 | （なし）                                                                         | （なし）                                         | （なし）                                         | （なし）                                         | めざましどようび お天気キャスター・フィールドキャスター | FNNレインボー発 キャスター |
| 2014.4                                                                    | 2014.9 | （なし）                                                                         | （なし）                                         | （なし）                                         | めざましテレビ 『ココ調』リポーター              | めざましどようび お天気キャスター・フィールドキャスター | （なし）                   |
| 2014.10                                                                   | 2015.3 | めざましテレビ 『ココ調』リポーターニュースJAPAN サブキャスター                  | ニュースJAPAN サブキャスター                     | （なし）                                         | （なし）                                         | めざましどようび お天気キャスター・フィールドキャスター | （なし）                   |
| 2015.4                                                                    | 2015.9 | めざましテレビ 『ココ調』リポーターあしたのニュース サブキャスター               | あしたのニュース サブキャスター                  | （なし）                                         | （なし）                                         | めざましどようび スポーツキャスター                     | （なし）                   |
| 2015.10                                                                   | 2016.3 | めざましテレビ 情報キャスター・スポーツキャスターあしたのニュース サブキャスター | あしたのニュース サブキャスター                  | （なし）                                         | （なし）                                         | めざましどようび スポーツキャスター                     | （なし）                   |
| 2016.4                                                                    | 2017.3 | めざましテレビ スポーツキャスターみんなのニュース お天気キャスター               | みんなのニュース お天気キャスター                | みんなのニュース お天気キャスター                | みんなのニュース お天気キャスター                | （なし）                                                | （なし）                   |
| 2017.4                                                                    | 2018.3 | みんなのニュース お天気キャスター                                                | みんなのニュース お天気キャスター                | みんなのニュース お天気キャスター                | みんなのニュース お天気キャスター                | （なし）                                                | （なし）                   |
| 2018.4                                                                    | 2018.9 | プライムニュース イブニング フィールドキャスター                                 | プライムニュース イブニング フィールドキャスター | プライムニュース イブニング フィールドキャスター | プライムニュース イブニング フィールドキャスター | （なし）                                                | （なし）                   |
| 2018.10                                                                   | 2019.3 | プライムニュース イブニング サブキャスター                                       | プライムニュース イブニング サブキャスター       | プライムニュース イブニング サブキャスター       | プライムニュース イブニング サブキャスター       | （なし）                                                | （なし）                   |
| 2019.4                                                                    | 2020.9 | Live News イット! メーンキャスター                                               | Live News イット! メーンキャスター               | Live News イット! メーンキャスター               | Live News イット! メーンキャスター               | （なし）                                                | （なし）                   |
| 2020.10                                                                   | 2023.9 | Live News イット アクティブキャスター1                                           | Live News イット アクティブキャスター1           | Live News イット アクティブキャスター1           | Live News イット アクティブキャスター1           | （なし）                                                | （なし）                   |
| 2023.10                                                                   | 現在   | Live News イット 情報キャスター                                                  | Live News イット 情報キャスター                  | Live News イット 情報キャスター                  | Live News イット 情報キャスター                  | （なし）                                                | （なし）                   |
| 備考 - 1榎並大二郎や加藤綾子→宮司愛海が休暇時は、スタジオにて代行出演する |        |                                                                                  |                                                  |                                                  |                                                  |                                                         |                            |

### その他
- プロ野球ニュース
- FNNニュース（2013年12月29日夜、2014年1月2日夜、2015年1月1日夕方）
- FNNスピーク（奥寺健不在時のピンチヒッター、2017年12月26日 - 29日）
- Live News イット!weekend（奥寺健休暇時の代理メーンキャスター、2022年1月8日・9日・2023年5月13日・14日）
- 地震速報特番フィールドキャスター（2022年3月16日、2022年・福島県沖地震）
  - 倉田大誠・榎並大二郎・立本信吾・海老原優香と共同で担当。
- S-PARK（ニュースキャスター、2022年5月7日、6月18日）
- FNN特報　安倍晋三元首相「国葬」フィールドキャスター（2022年9月27日）
  - 小澤陽子・堀池亮介・田中良幸と共同で担当。
- スポーツ中継（野球・バレーボール・ボクシング）

## 同期入社
- 内田嶺衣奈
- 三上真奈